# Hans Weingartner
Hans Weingartner (Feldkirch, 1977) é um cineasta da Áustria. Nomeado para a palma de ouro no festival de Cannes de 2004, pelo filme "Os Edukadores".

## Filmografia
- 2011 - Die Summe meiner einzelnen Teile[1]
- 2007 - Free Rainer[2]
- 2004 - Die fetten Jahre sind vorbei (Os Edukadores)
- 2000 - Das Weisse Rauschen